# 観音寺 (足立区)
観音寺（かんのんじ）は、東京都足立区にある真言宗豊山派の寺院。

## 歴史
江戸時代初期、金子五兵衛の開基である。金子五兵衛は五兵衛新田の開拓者である。「五兵衛新田」も彼の名に由来する。以来、金子家を始めとする村民の菩提寺となっている。
本尊は十一面観世音菩薩で、開山時期と同じ江戸時代初期の作である。
幕末期、新選組が流山に撤退する途上、当地に滞在したことで知られている。当寺にも屯所が設営されている。

## 交通アクセス
- 綾瀬駅より徒歩5分（経路案内）。